# Kameno (obchtina)
Kameno (bulgare : Камено) est une obchtina de l'oblast de Bourgas en Bulgarie.